# HTMS Makut Rajakumarn (FF 433)
HTMS Makut Rajakumarn (FF 433, ex PF 7) je fregata thajského královského námořnictva. Je vybavena pro funkci vlajkové lodě. Ve službě je od roku 1973. Roku 1984 byla poškozena požárem, později byla opravena a modernizována. Slouží zejména k výcviku. Plavidlo je zvětšenou verzí malajsijské fregaty Rahmat (F24). K roku 2019 zůstávala ve službě.

## Stavba
Stavba fregaty byla objednána 21. srpna 1969 u britské loděnice Yarrow & Co. Ltd. ve Scotstounu. Kýl plavidla byl založen 11. ledna 1971, na vodu byla spuštěna 18. listopadu 1971 a do služby byla přijata 7. května 1973.

## Konstrukce

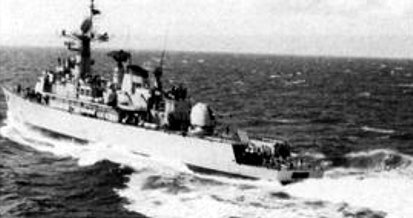
Fregata Makut Rajakumarn

Po dokončení fregata nesla radary HSA LW-04, HSA WM-22, Decca 626, zaměřovač M44 pro střely Sea cat a sonary typu 170B, typu 162 a Plessey MS 27. Výzbroj po dokončení tvořily dva 114mm kanóny umístěné ve věžích na přídi a na zádi, dále dva 40mm kanóny, protiletadlový raketový komplet GWS-24 Sea Cat (čtyři střely), salvový vrhač hlubinných pum Mk 10 Limbo, dva vrhače a jeden spouštěč hlubinných pum. Pohonný systém je koncepce CODOG. Tvoří jej jeden diesel Crossley-SEMT-Pielstick 12PC2V-400 o výkonu 6000 hp pro ekonomickou plavbu a jedna plynová turbína Rolls-Royce Olympus TM3B o výkonu 23 175 hp pro bojové situace. Motory pohánějí dva lodní šrouby. Nejvyšší rychlost dosahuje 26 uzlů. Dosah je 5000 námořních mil při rychlosti 18 uzlů a 1200 námořních mil při rychlosti 26 uzlů.

### Modernizace
V únoru 1984 byla fregata vážně poškozena požárem. V letech 1985–1988 byla opravena a modernizována. Instalován byl nový sonar Krupp-Atlas DSQS-21B a vzdušný vyhledávací radar HSA DA-05. Odstraněny byly střely Sea Cat a jejich zaměřovače. Vrhač Limbo nahradily dva trojhlavňové 324mm torpédomety Mk.32 s torpédy Sting Ray.